# 국가체육지도위원회
국가체육지도위원회(國家體育指導委員會)는 조선민주주의인민공화국에서 체육 업무를 담당하는 최고 행정기관이다. 국무위원회 직속기관으로 조선민주주의인민공화국의 전문체육기술 발전과 체육종목기술 과학화 실현, 국제체육기구들과의 협조 강화, 대중체육활성화 등 체육 정책을 총괄한다.  2012년 내각 소속의 체육성에서 독립하여 확대 신설되었다. 현재 국가체육지도위원회 위원장은 김덕훈 내각 총리가 겸임하고 있다.

## 연혁
- 1945년 10월: 민간 조직체인 북조선 체육동맹으로 창설
- 1954년 6월: 내각 직속의 조선체육지도위원회로 명칭 변경
- 1969년 11월: 내각에서 분리하여 독립 기구로 변경
- 1986년 11월: 내각 소속으로 변경
- 1989년 6월: 조선국가체육위원회로 명칭 변경
- 1998년 9월: 체육성으로 명칭 변경
- 1999년 11월: 체육지도위원회로 명칭 변경
- 2012년 11월: 국무위원회 직속기관으로 국가체육지도위원회 신설[2]

## 역대 위원장
- 장성택: 2012년 12월 ~ 2013년
- 최룡해: 2013년 ~ 2017년
- 최휘: 2017년 ~ 2023년 2월
- 김덕훈: 2023년 2월 ~ 현재